# Черкијара (Ријети)
Черкијара (итал. Cerchiara) је насеље у Италији у округу Ријети, региону Лацио.
Према процени из 2011. у насељу је живело 88 становника. Насеље се налази на надморској висини од 588 м.